# Hawker Hurricane
Hawker Hurricane (výslovnost [ˈhoːkə(r) ˈharikən]) je britský jednomotorový jednomístný stíhací letoun sloužící v RAF a v letectvech dalších spojeneckých armád během druhé světové války. Navržen ve 30. letech ve společnosti Hawker Aircraft Ltd., která vyráběla převážnou část, spolu se Spitfirem tvořil základ britského stíhacího letectva během bitvy o Británii; v té byl ve veřejném povědomí poněkud zastíněn právě oním Spitfirem, přestože Luftwaffe způsobil 60 procent ztrát při střetnutích a bojoval na všech hlavních bojištích druhé světové války.
Hurricane vznikl na počátku 30. let na základě debat mezi úředníky RAF a konstruktérem Sirem Sydney Cammem o navrhovaném jednoplošném derivátu dvouplošníku Hawker Fury. Navzdory úředním preferencím dvouplošníků a nedostatku zájmu ze strany ministerstva letectví Hawker svůj jednoplošný návrh vylepšil a zahrnul několik inovací, které se staly pro válečné stíhací letouny zásadní, včetně zatahovacího podvozku a výkonnějšího motoru Rolls-Royce Merlin. Ministerstvo letectví koncem roku 1934 objednalo Hawkerův Interceptor Monoplane a prototyp Hurricanu K5083 provedl první let 6. listopadu 1935.
V červnu 1936 vstoupil do výroby a první letouny se k jednotkám dostaly 25. prosince 1937. Jeho výroba a údržba byla usnadněna použitím konvenčních konstrukčních metod, takže letky mohly provádět mnoho velkých oprav bez vnější podpory. Hurricane byl rychle dodáván před vypuknutím druhé světové války v září 1939, kdy měla RAF ve službě 18 perutí vybavených Hurricany. Na letadlo bylo spoléháno proti německým letadlům Luftwaffe, včetně manévrových soubojů s Messerschmittem Bf 109.
Postupně ovšem byl vytlačován modernějším a výkonnějším Spitfirem, byť ten byl výrobně náročnější – a také dražší. Vzniklo několik variant Hurricanu včetně stíhacích bombardérů, letounů pro pozemní útoky a noční stíhače. Vyzbrojené 40mm kanóny v severní Africe ničily tanky německého Afrikakorpsu či jako námořní Sea Hurricane operoval z palub letadlových lodí Royal Navy [ˈrɔɪəl ˈneɪvi]. Některé byly přestavěny jako doprovod konvojů s katapultem. Do konce výroby v červenci 1944 bylo v Británii, Kanadě, Belgii a Jugoslávii vyrobeno 14 487 letounů Hurricane.

## Vznik a vývoj

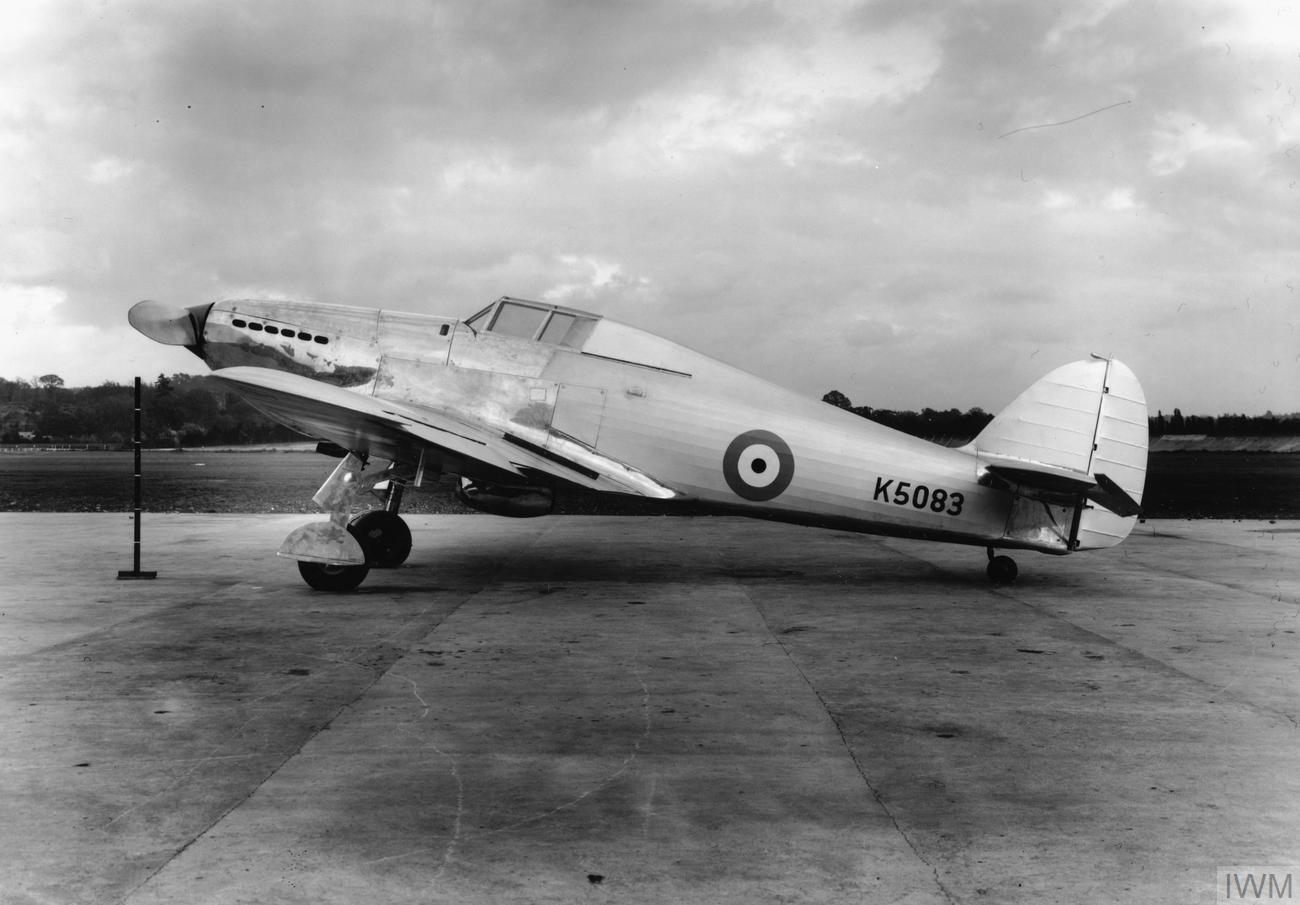
Prototyp letadla Hurricane (K5083), 6. listopad 1935

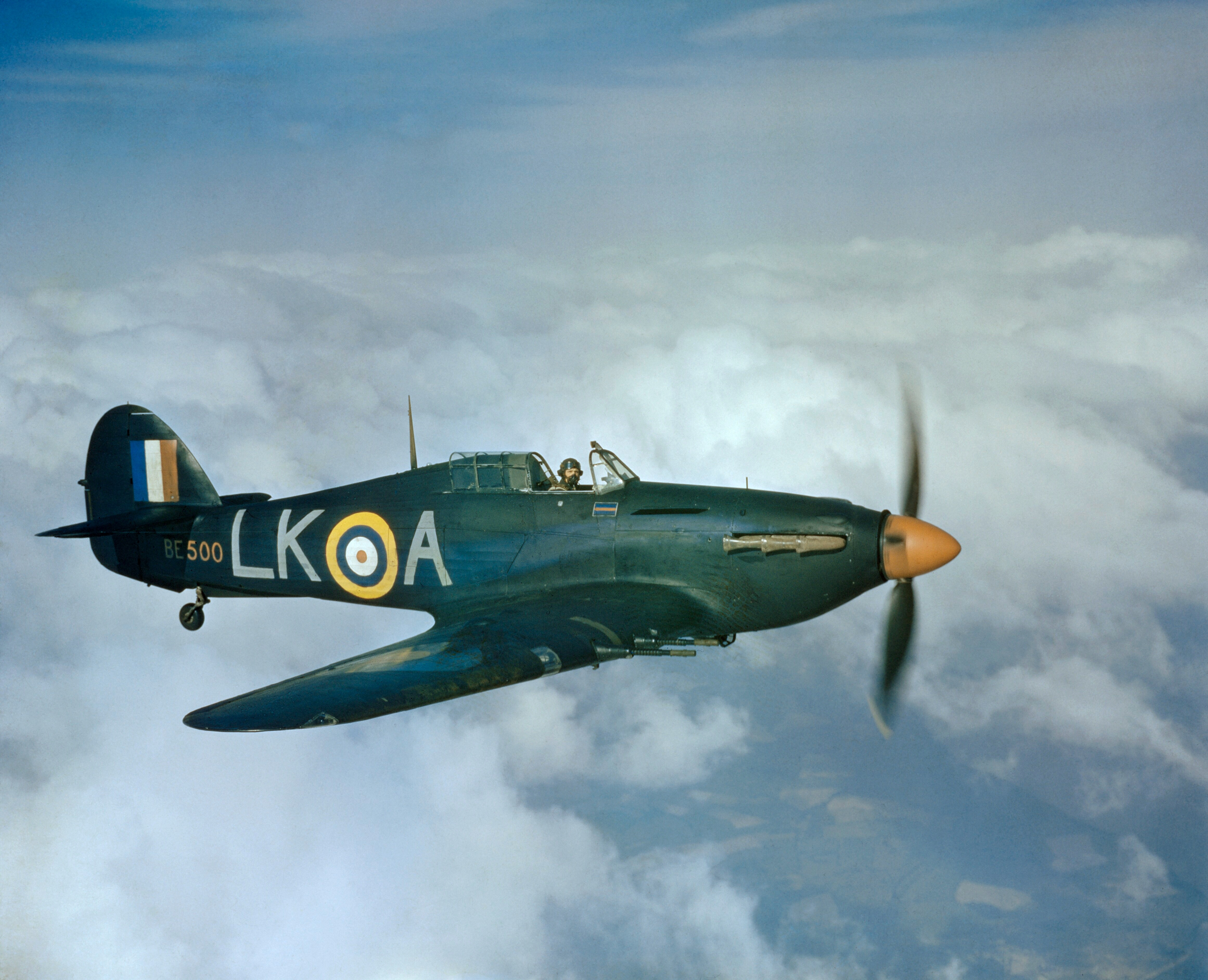
Hurricane Mk.IIC (BE500)
z 87. perutě RAF, 1942

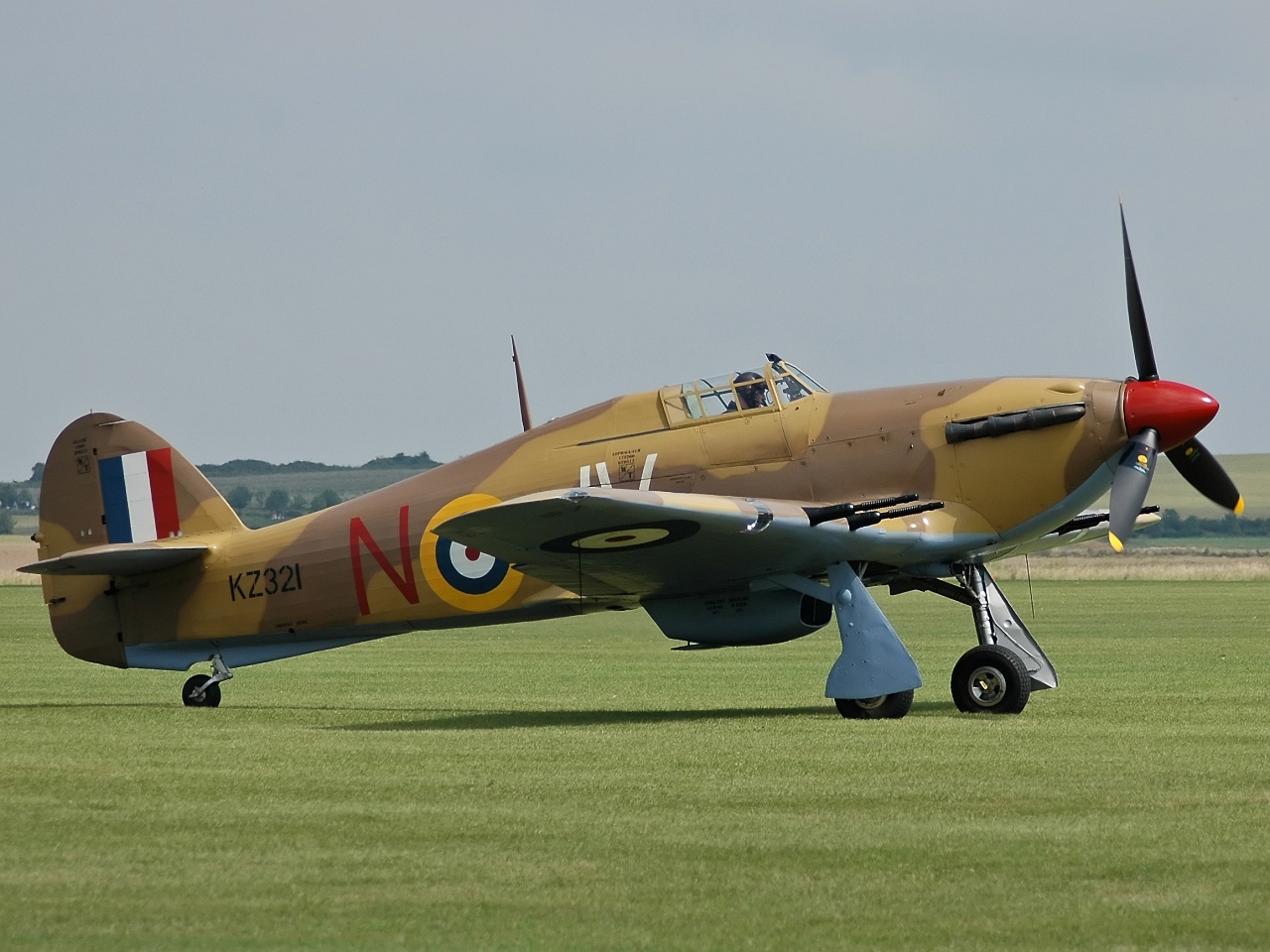
Hawker Hurricane Mk.IV KZ321

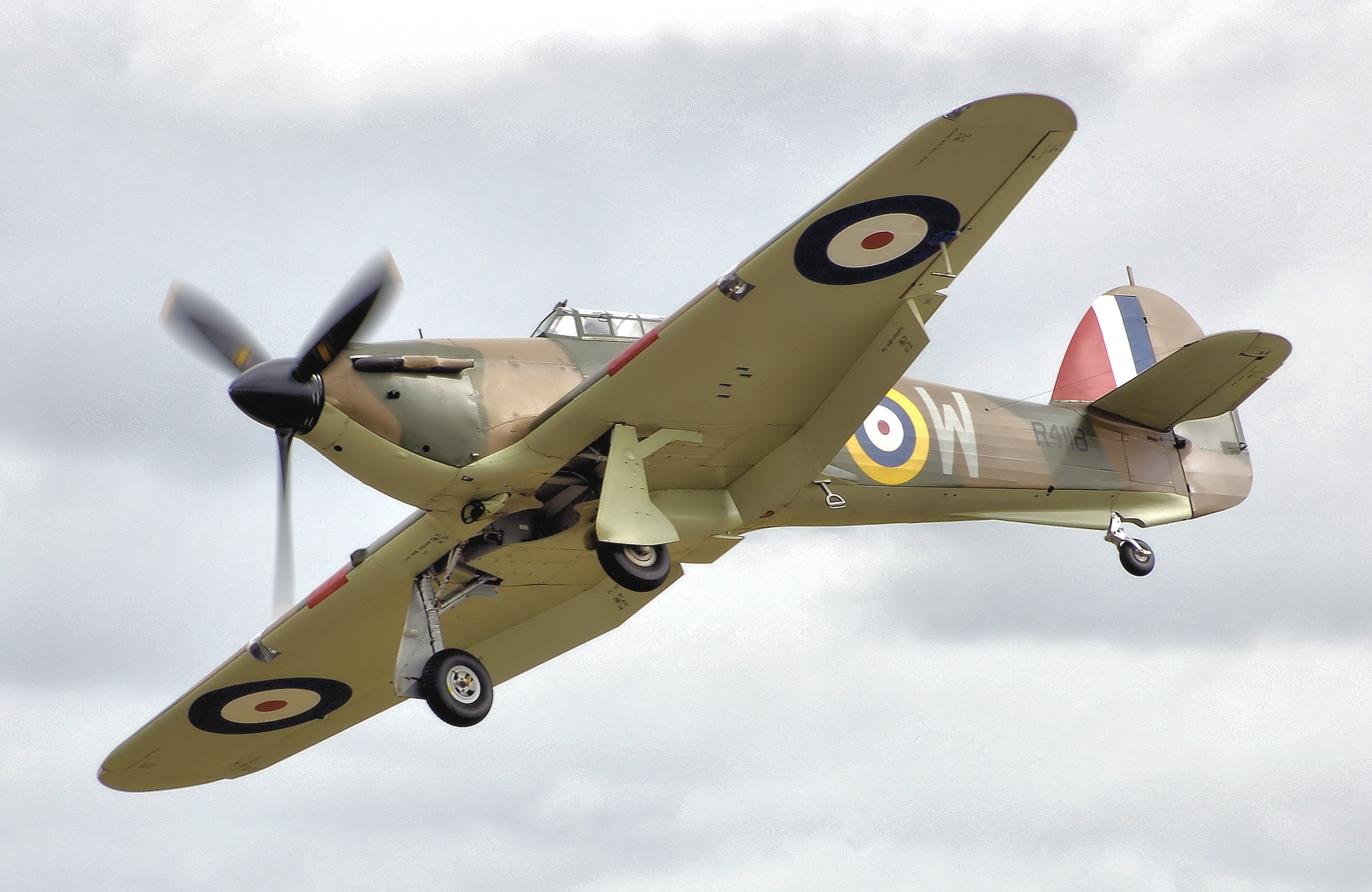
Hurricane Mk.I (R4118), který se zúčastnil bitvy o Británii

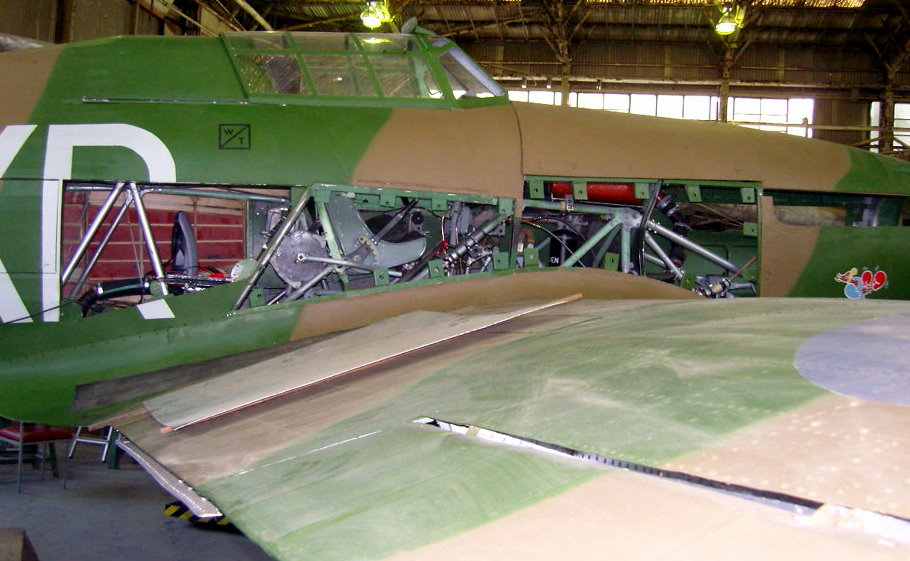
Hawker Hurricane Mk.IIC, Brooklands Museum

Historie typu Hawker Hurricane začala v první polovině 30. let 20. století. V době, kdy se v Německu dostal k moci Adolf Hitler, měl šéfkonstruktér britské firmy Hawker, Sydney Camm, rozpracovaný projekt stíhacího jednoplošníku „Fury Monoplane“ ([ˈfjuəri ˈmonəuˌplein]). Tento projekt, který bezprostředně vycházel z osvědčené dvouplošné stíhačky Hawker Fury, byl plně financován z vlastních prostředků firmy. Mělo to hned několik příčin. Hlavním byl konzervatismus ve velení vojenského letectva, které odsuzovalo moderní jednoplošníky s uzavřenou kabinou. Podle štábů letectva, ale i mnoha řadových pilotů, měla být stíhačka, která měla dosahovat patřičné obratnosti, dvouplošná a podle možnosti i s otevřenou kabinou.[zdroj⁠?!]
Dalším neméně důležitým faktorem iniciativy firmy Hawker se stala hospodářská krize, která značně utlumila vládní výdaje na vývoj nových letadel. Práce na projektu však pokračovaly dále, přičemž byla postavena maketa v měřítku 1:10, která sloužila k testům v aerodynamickém tunelu. Hrozící agresivita nacistického Německa stále více strašila Evropu, a proto se Britové začali připravovat na válku. V červnu 1934 byl oznámen plán na rozsáhlou výstavbu a modernizaci RAF. Projekt firmy Hawker se dostal na ministerstvo letectví, které v září 1934 po bouřlivých diskusích schválilo specifikaci F.36/34 pro nový stíhací jednoplošník. Tato specifikace byla doslova šitá na míru pro projekt firmy Hawker.
Potřeby vojenského letectva si vyžádaly některé změny ve výzbroji a pohonné jednotce, ale vše se podařilo konstrukčnímu týmu rychle zapracovat. V listopadu se začaly stavět makety ve skutečné velikosti a na nich se dolaďovaly tvary a uspořádání kabiny a zbraňových systémů. O rok na to, 6. listopadu 1935 vzlétl z továrního letiště firmy Hawker v Brooklands první prototyp Hawker F.36/34 stříbrné barvy se sériovým číslem K5083 s pilotem P. W. S. Bullmanem. Pohon obstarával kapalinou chlazený vidlicový dvanáctiválec Rolls-Royce MerlinC o výkonu 737 kW (1 003 hp), který poháněl dvoulistou nestavitelnou vrtuli. Po úspěšném záletu probíhaly od února 1936 v Martlesham Heath intenzivní letové zkoušky. Ještě před jejich dokončením ministerstvo letectví rozhodlo v červenci 1936 o sériové výrobě 600 strojů, které dostaly jméno Hurricane.
První sériový Hawker Hurricane Mk.I vzlétl 12. října následujícího roku a o 2 měsíce později, 24. prosince 1937, obdržela 111. peruť RAF v západolondýnském Northoltu první čtyři sériové stroje. První sériové Hurricane Mk.I, poháněl motor Merlin II s výkonem 767 kW (1 044 k) a s dvoulistou vrtulí. Výzbroj tvořilo osm kulometů Browning ráže 7,7 mm, umístěných v křídle. Pozdější série Hurricane Mk.I byly osazeny motorem Merlin III, který měl sice shodný výkon jako předešlá verze, ale umožňoval montáž třílistých, kovových, nastavitelných vrtulí ROTOL nebo de Havilland, které zvyšovaly letové výkony Hurricanu. V dalších výrobních sériích se Hurricany dočkaly zlepšení pancéřování kabiny, zvýšení odolnosti palivových nádrží a nakonec v srpnu 1939 i nového křídla s celokovovým potahem. V té době už výroba Hurricane probíhala i na druhé lince ve firmě Gloster Aircraft Ltd. ([ˈglostə(r) ˈeəˌkraːft ˈlimitid]) v Brockworthu, v hrabství Gloucestershire.
V únoru 1939 byla zahájena licenční výroba také v kanadské firmě Canadian Car & Foundry Co., Ltd. podle vzorového Hurricanu Mk.I dodaného společností Hawker. Sériové „jedničky“ v počtu 60 kusů odpovídaly pozdějším britským Mk.I, měly instalované pohonné jednotky Rolls-Royce Merlin III, plechem potažená křídla a třílisté vrtule de Havilland. První exemplář byl zalétán v québeckém Montrealu 10. ledna 1940. Na Hurricane Mk.I navázala kanadská verze Hurricane Mk.X lišící se motorem Merlin 28 od americké firmy Packard a rovněž americkou vrtulí Hamilton-Standard Hydromatic. Tato vrtule se stavěcím mechanizmem v náboji byla ponechána bez kužele pro snadnější údržbu a odledování. S úplným kanadským vybavením létal Hurricane Mk.XI a s Merlinem 29 definitivní Hurricane Mk.XII. Základní Mk.XII měl křídlo typu B s dvanácti kulomety ráže 7,7 mm, Mk.XIIA pak křídlo typu A s osmi. Kanónová výzbroj se v Kanadě neinstalovala, jen zkoušela, podobně jako palubní verze Sea Hurricane Mk.XIIA vyzbrojená osmi kulomety a vybavená motorem Packard Merlin 29. CC & F celkem vyprodukovala 1 598 Hurricanů všech verzí, z nichž část byla odeslána do Británie.
V březnu 1941 byly zahájeny práce na přizpůsobení Hurricanů k vedení námořní letecké války. Z vysloužilých strojů verze Mk.I bylo upraveno namontováním úchytů pro katapult 50 kusů letounů Sea Hurricane Mk.IA. Byly umístěny na celkem 35 nákladních lodích k obraně konvojů, avšak v průběhu dvou let bylo uskutečněno pouze osm operačních vzletů, při nichž bylo zničeno šest nepřátelských letounů.
Verze Sea Hurricane Mk.IB již byla upravena pro službu na letadlových lodích s instalovaným záchytným hákem. Úpravy 300 Hurricanů Mk.I realizovala firma General Aircraft Limited.
V lednu 1942 se objevil Sea Hurricane Mk.IC s křídlem z pozemní verze Mk.IIC, spojeným s trupem Mk.I a motorem Merlin III. Hlavňovou výzbroj tvořila čtveřice kanónů British Hispano Mk.I nebo II se zásobou 100 nábojů na hlaveň. Stejnou výzbroj nesl také Sea Hurricane Mk.IIC s pohonnou jednotkou Merlin XX, létající od poloviny roku 1942.

## Služba

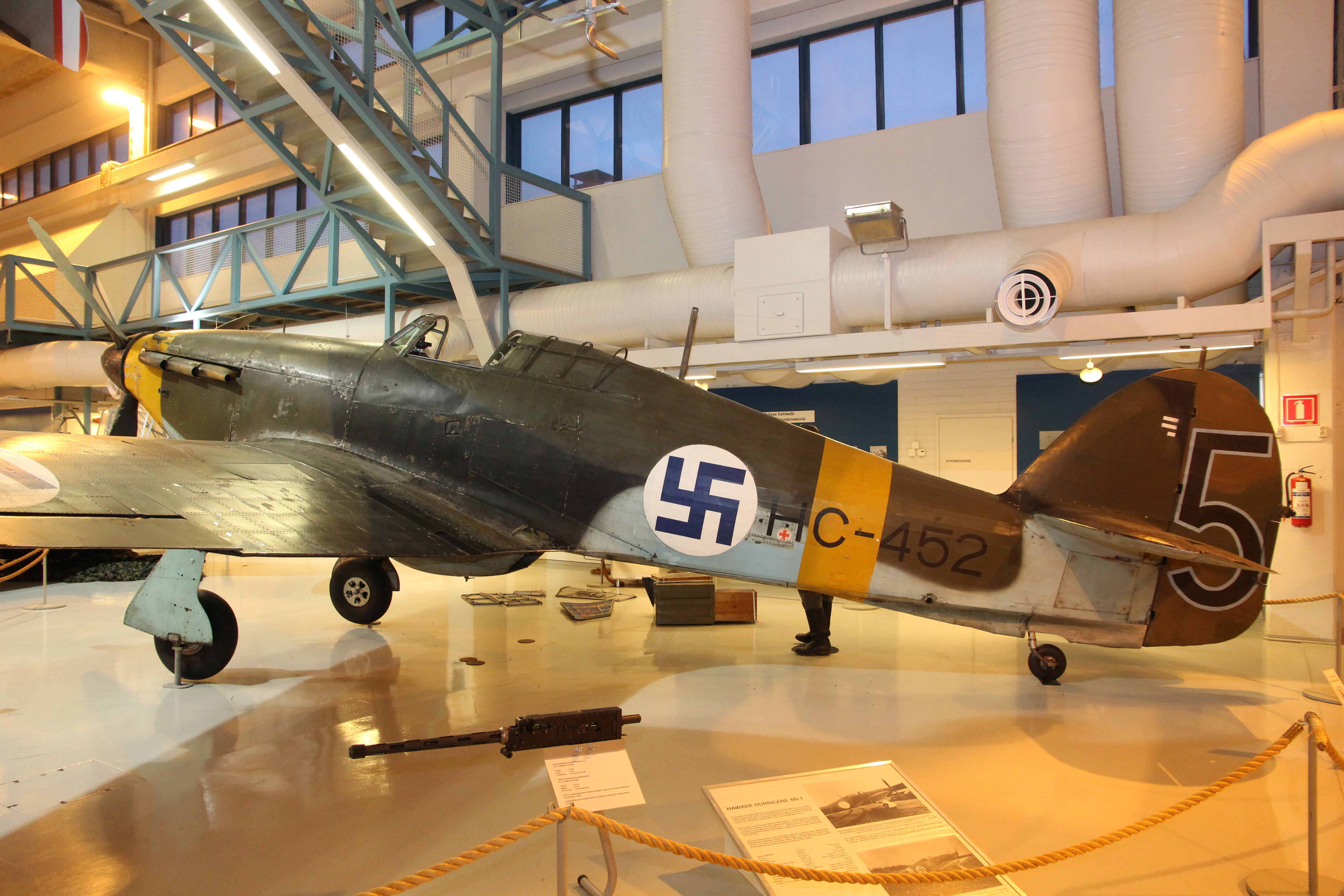
Hawker Hurricane Mk.I (HC-452)
ve finských barvách

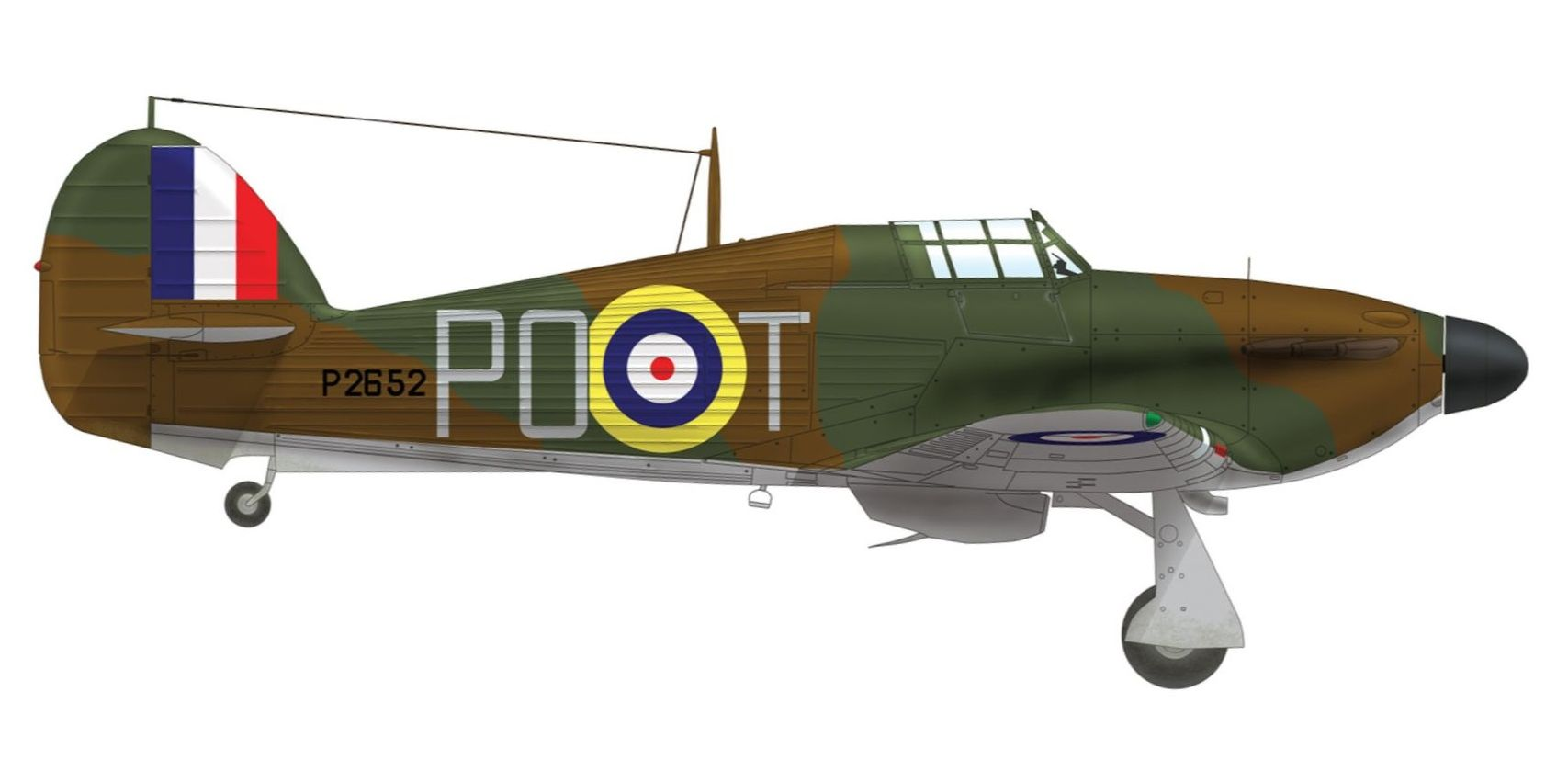
Hawker Hurricane Mk.I z 46. perutě RAF v době norské kampaně, květen 1940. Stroj byl zanechán na letišti v Norsku

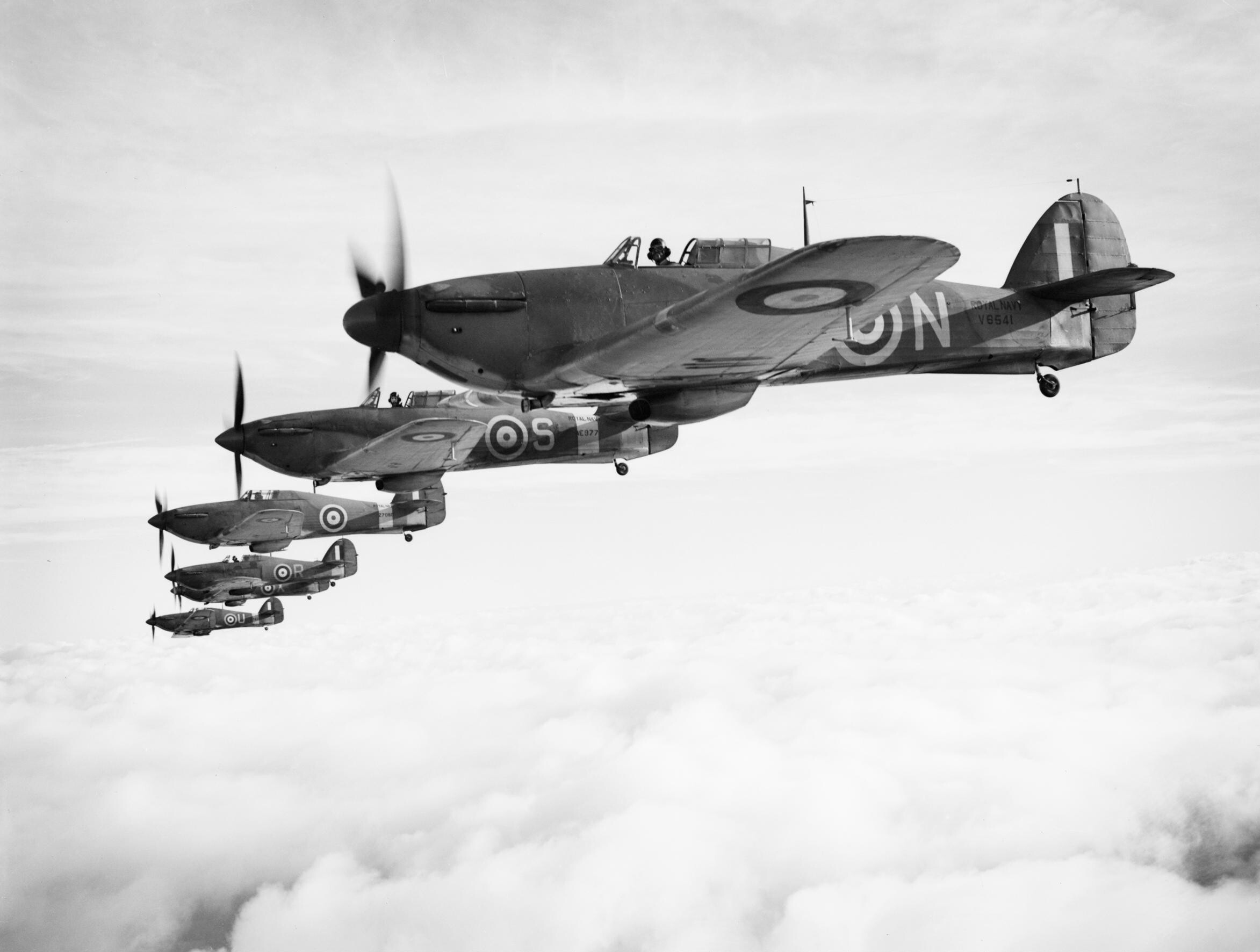
Sea Hurricany Mk.IB ve formaci, prosinec 1941

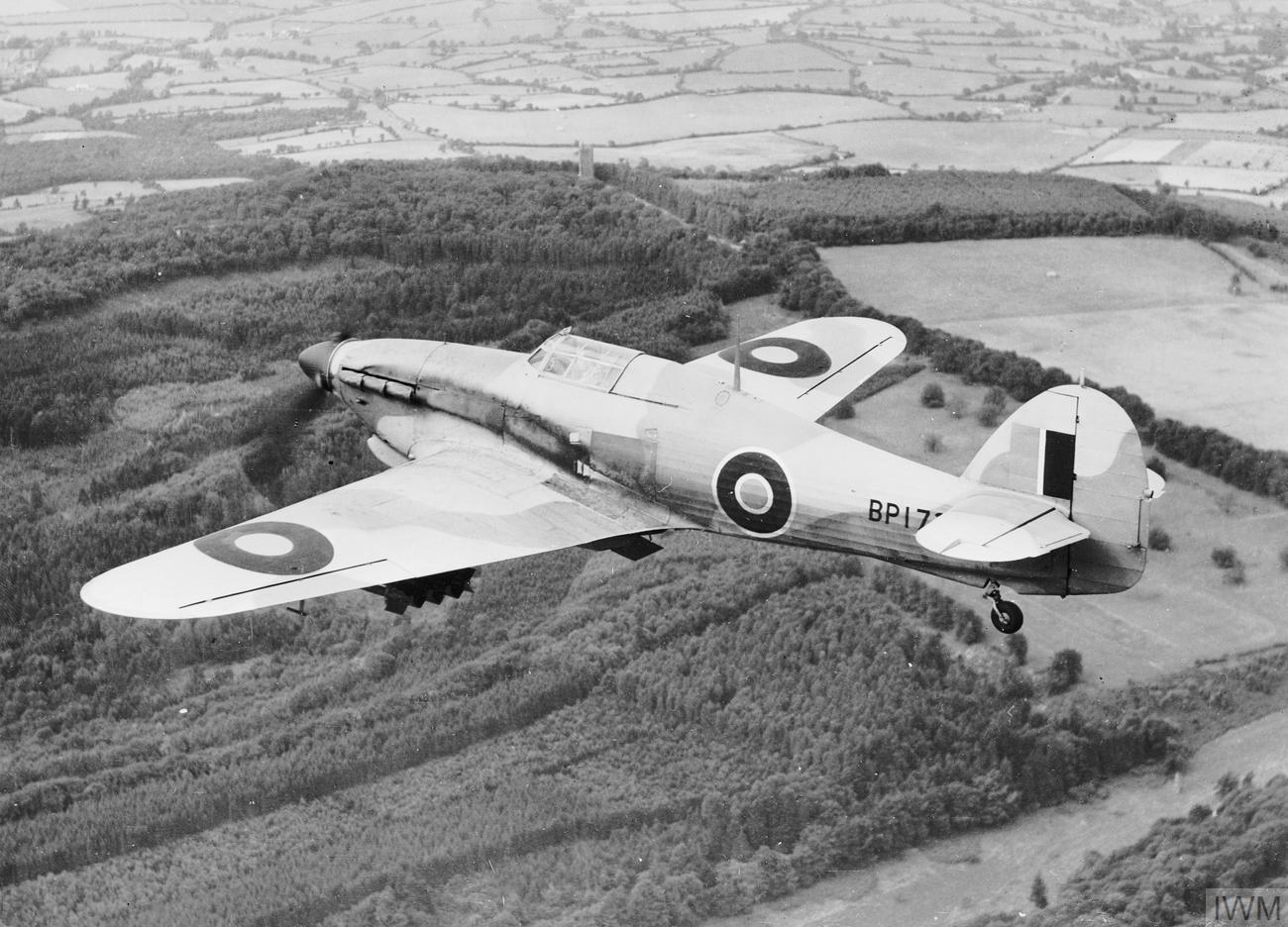
Hawker Hurricane Mk.IV s podvěšenými neřízenými raketami, srpen 1945

Letouny Hawker Hurricane Mk.I byly mezi prosincem 1938 a únorem 1940 exportovány do Jugoslávie v počtu 24 kusů, licenční výroba pak byla zahájena v továrnách Rogožarski a Zmaj. Další dva stroje se dostaly do Íránu, 12 kusů zakoupilo Rumunsko a 15 Mk.I Turecko. Belgie převzala 20 letounů s následnou licenční výrobou u společnosti Fairey. Jeden z původně desetikusové dodávky Hurricanů Mk.I odebralo Polsko, 22 Kanada, 3 Jižní Afrika a 12 Finsko.
Hurricane Mk.I byl na začátku války nejrozšířenějším letadlem RAF a během bitvy o Británii se největší měrou podílel na britském vítězství, když sestřelil více německých strojů, než všechny ostatní prostředky boje.
V době vypuknutí bitvy o Británii, v červenci 1940, mělo velení RAF k dispozici 26 perutí vybavených Hurricane Mk.I. V průběhu následujících bojů se jejich počet zvýšil na 32. Hurricane Mk.I byly sice pomalejší než německé Messerschmitty Bf 109E a měly také slabší výzbroj, ale výkonných stíhaček Supermarine Spitfire Mk.I byl tehdy nedostatek. Přesto sváděli piloti Hurricanů s přesilou německých protivníků hrdinské boje a hlavně jejich zásluhou se podařilo udržet v první fázi bitvy o Británii nadvládu nad britskou oblohou. Nedostatečná výzbroj se stala slabinou jinak u pilotů a mechaniků oblíbeného Hurricane Mk.I. Osazení účinnější výzbroje nebylo možné kvůli nedostatečnému výkonu motoru. Proto bylo nutné nainstalovat nejprve novou pohonnou jednotku Merlin XX s dvoustupňovým kompresorem o výkonu 989 kW (1 319 hp), který roztáčel třílistou vrtuli. Hurricane s tímto pohonem vzlétl poprvé 11. června 1940. O den později vzlétl pokusný Hurricane s výzbrojí čtyř kanónů Oerlikon ráže 20 mm. Zkoušky obou verzí postupně vyústily do verze Hurricane Mk.IIA Series 1.
Brzy následovala verze Hurricane Mk.IIA Series 2 se zesílenou konstrukcí trupu, uzpůsobenou k instalaci křídla vybaveného závěsnými body pro podvěšení přídavných nádrží o kapacitě 205 nebo 409 litrů, dvou 227kg pum či pouzder s kanóny. Všechny Srs.1 a dříve vyrobené Srs.2 měly v části před kabinou o 0,18 m prodloužený trup.
Koncem roku 1940 začala z linky továrny Hawker v Langley přicházet k útvarům verze Hurricane Mk.IIB, vybavená novým křídlem s dvanácti kulomety Browning ráže 7,69 mm. Pod křídlem mohly být neseny 2 přídavné nádrže nebo bomby o hmotnosti do 226 kg.
Stejné schopnosti měl i Hurricane Mk.IIC z února 1941, který byl navíc vybaven 4 kanóny Hispano Mk.I nebo Mk.II ráže 20 mm. Verze „B“ a „C“ se od roku 1941 používaly v roli rychlých a lehkých bombardérů, úspěšných zejména při nočních útocích na nepřátelská letiště a lodě. Na Dálném východě sloužily prakticky až do konce války. V Evropě nesly velký podíl na operaci Rhubarb ([ˈruːbaːb], česky rebarbora) v Nizozemí. Hurricany byly první jednomístné stroje RAF, které mohly nést neřízené rakety ráže 76,2 mm (3 palce).
V roce 1942 se objevila varianta Hawker Hurricane Mk.IID se dvěma 40mm kanóny ve zvláštních gondolách pod křídly. Staly se poměrně úspěšnými v boji proti tankům, které napadaly v přízemním letu. 6. peruť RAF se v roce 1942 s těmito stroji vyznamenala během bojů o Bir Hakeim, kdy podporovala jednotky Svobodných Francouzů.
Další verze Hurricane Mk.IV (prvních 270 strojů značených Hurricane Mk.IIE) se objevila v roce 1943. Byla charakteristická novým univerzálním křídlem, které dovolilo nést 8 ks 60liberních raket RP-3, dva protitankové kanóny ráže 40 mm typu Vickers S nebo Rolls-Royce B.H., bomby či zadýmovací zařízení. Dva .303 in (7,7 mm) kulomety Browning byly použity jako nastřelovací zbraně pro kanóny 40 mm. Letoun poháněl motor Merlin 24 nebo 27 o maximálním výkonu 1 191 kW. Stroje této verze měly nemalý podíl na likvidaci japonských vojsk při postupu Barmou v roce 1944. 20. peruti se při postupu na Rangún podařilo během jediného útoku zničit 13 japonských tanků.
Do palety variant zapadají i stroje Sea Hurricane, které byly upraveny k startům a přistáním na letadlových lodích nebo k startům ze speciálních ramp obchodních lodí CAM, odkud byly katapultovány v případě útoku nepřátelského letectva. Sea Hurricane byly v průběhu roku 1943 na britských letadlových lodích postupně nahrazovány americkými stroji F4F Wildcat [ˈgramən ˈwaildˌkæt].

## Popis

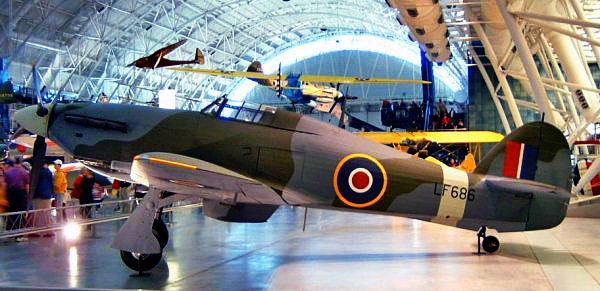
Hawker Hurricane v National Air and Space Museum

Hawker Hurricane Mk.I byl jednomotorový samonosný dolnoplošník. Křídlo mělo osvědčený profil Clark YH. Kovová kostra křídla byla u prvních sériově vyráběných strojů potažena plátnem, později bylo zkonstruováno nové celokovové křídlo (vnějšími tvary bylo shodné, ovšem celokovová konstrukce křídla byla provozně výhodnější – navíc nové křídlo bylo lehčí než křídlo smíšené konstrukce). Ocasní plochy, kormidla i křidélka byla potažena plátnem. Trupová příhrada byla vyrobena z trubek, které byly vzájemně spojeny pomocí kovových spojovacích dílů, konstrukce byla šroubována a z části nýtována (firma Hawker měla tuto technologii patentovanou; byla používána i u předcházejících konstrukcí dvouplošníků, mj. i stíhacího stroje Hawker Fury). Trup byl v přední části potažen duralovými plechy, zbytek byl potažen plátnem. Motor Rolls-Royce Merlin poháněl třílistou stavitelnou kovovou vrtuli. Podvozek byl záďový, zatahovací, hlavní podvozkové nohy se zatahovaly směrem k trupu.

## Uživatelé
- Argentina

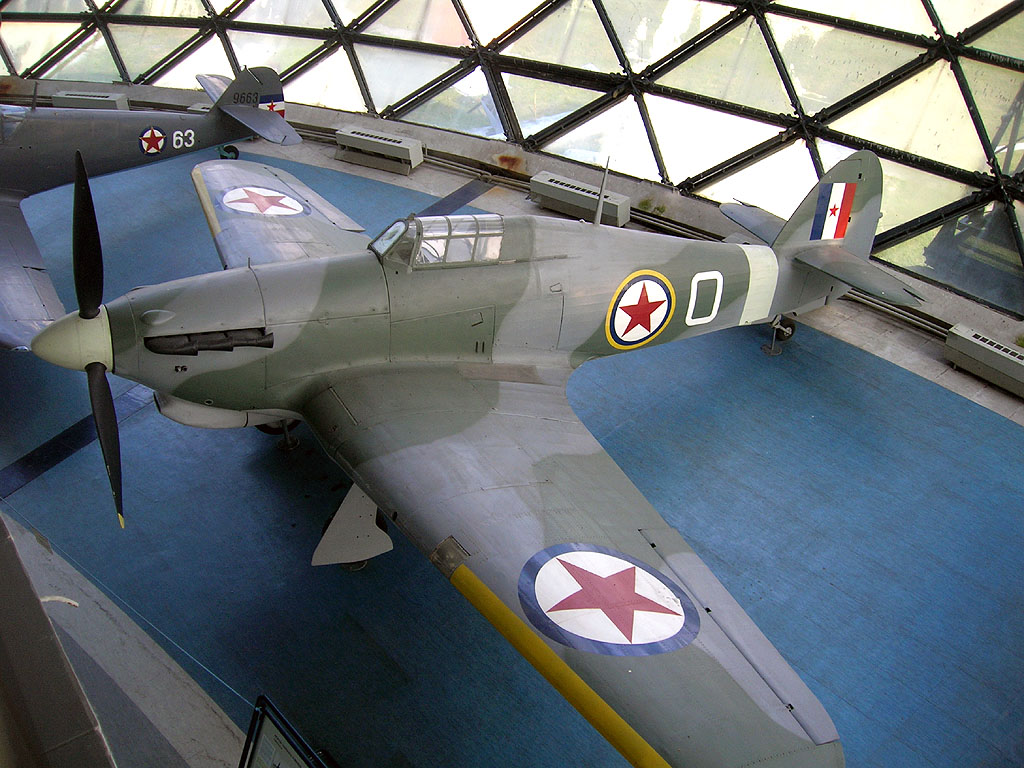
Jugoslávský Hawker Hurricane Mk.IV v bělehradském Muzeu letectví

  - V roce 1947 zakoupen jediný kus typu Hurricane Mk. IV.
- Austrálie
- Belgie
  - Belgie před válkou zakoupila 20 letounů + licenci na stavbu dalších 80. Do začátku invaze se ale podařilo zkompletovat pouze dva stroje.
- Československo
  - 310. československá stíhací peruť RAF
  - 312. československá stíhací peruť RAF
- Egyptské království
- Finsko
  - Finsko na konci zimní války zakoupilo 12 letounů, přičemž dva z nich byly ztraceny během transportu do Finska.
- Indie
- Írán
  - Íránské letectvo používalo 29 stíhaček.
- Irsko
  - Irské letectvo zavedlo 18 strojů.
- Itálie
- Japonsko
  - Dvě letadla japonská armáda ukořistila od Spojenců v Singapuru.
- Jižní Afrika
- Jugoslávie
  - Do doby, než bylo Jugoslávské království obsazeno vojsky Osy, bylo do aktivní služby u JKRV zařazeno 46 letadel. Po válce ve službě u letectva SFRJ zůstalo 16 strojů.
- Kanada
- Německá říše
  - Ukořistěné stroje používány pro výcvik.
- Nizozemsko
- Norsko
  - Ve službě u exilových jednotek.
- Nový Zéland
- Polsko
  - Jeden letoun byl objednán v roce 1939, ale do zahájení invaze nebyl dodán.
- Portugalsko
- Rumunsko
  - Do doby, než se Rumunsko přidalo k Ose, bylo dodáno 12 letadel.
- Řecko
- Sovětský svaz
  - V rámci zákona o půjčce a pronájmu se do SSSR dostalo 2952 stíhaček.
- Spojené království
- Svobodná Francie
- Turecko
  - Zakoupeny v roce 1939.

## Specifikace (Hurricane IIC)

Třípohledový nákres verze Mk.I

### Technické údaje
- Rozpětí: 12,19 m
- Délka: 9,83 m
- Výška: 4,01 m
- Nosná plocha : 23,92 m²
- Hmotnost prázdného letounu: 2 606 kg
- Vzletová hmotnost: 3 479 kg
- Vzletová hmotnost s přetížením: 3 951 kg
- Pohonná jednotka: 1× Rolls-Royce Merlin XX, vidlicový kapalinou chlazený čtyřdobý zážehový dvanáctiválec s reduktorem, přeplňovaný jednostupňovým dvourychlostním odstředivým kompresorem
- Výkon pohonné jednotky: 1 185 hp (883,7 kW) ve výšce 6 400 m

### Výkony
- Maximální rychlost: 538 km/h ve výšce 6 550 m
- Dostup: 10 970 m
- Počáteční stoupavost: 14,1 m/s
- Dolet: 965 km
- Plošné zatížení: 145,4 kg/m²
- Poměr hmotnost/výkon: 3,93 kg/kW

### Výzbroj
- - IIA: 8× kulomet Browning ráže 7,7 mm
  - IIB: 12× kulomet Browning ráže 7,7 mm
  - IIC: 4× 20mm kanón Hispano Mk.II
  - IID: 2× 40mm kanón Vickers S, 2× kulomet Browning ráže 7,7 mm

- Pumy (IIC & IID):
  - 2× 250lb puma, nebo
  - 2× 500lb puma